# Sky Is the Limit
Sky Is the Limit, auch 2013 – Sky Is the Limit, ist das zehnte Studioalbum von DJ Antoine. Es besteht aus zwei beziehungsweise drei CDs und wurde am 25. Januar 2013 veröffentlicht.

## Hintergrund
DJ Antoine gab erstmals am 22. November 2012 auf seinem offiziellen YouTube-Kanal bekannt, dass er am 25. Januar 2013 ein Album veröffentlichen wird. Es wurden drei Varianten des Albums veröffentlicht: die Standard-Version, die aus zwei CDs besteht, eine limitierte Auflage mit drei CDs und eine Deluxe-Box, die neben drei CDs auch ein Limited Bracelet (Armband), ein handsigniertes Poster und Sticker enthält. Nicht bei allen Songs sind die Gastmusiker beziehungsweise Sänger angegeben.

## Zusammenarbeiten
Der Schweizer Sänger Maury, der schon frühere Hits wie All We Need, I Feel oder Broadway gesungen hatte, wirkte auch auf dieser CD bei vielen Tracks sowohl als Sänger als auch als Songwriter und Produzent mit. Der kanadische Songwriter, Komponist und Sänger Jenson Vaughan sang unter anderem die Vocals von Sky Is the Limit, Bella Vita und Something in the Air. Zudem ist er bei 2 weiteren Songs zu hören und wirkte bei 12 Liedern als Songwriter und Komponist mit. Auch der Sänger, Songwriter und Komponist Craig Smart, bekannt als Mitglied des Underdog Project, wirkt bei etlichen Liedern als Sänger und Autor mit, Beispiele dafür sind Meet me in Paris, Bella Vita, Already There und Crazy World. Gesungen hat er insgesamt 7 Lieder, geschrieben hat der Musiker 12 Tracks. Weitere Gastbeiträge gab das DJ-Team FlameMakers, welches bei acht Liedern ihren Beitrag leistete, der DJ B-Case, der bei drei Liedern mitwirkte, der Rapper TomE, mit dem zwei Lieder entstanden, sowie Nick McCord, der ebenfalls zwei Lieder sang. Einzelne Lieder wurden von verschiedenen Musikern gesungen. Zudem wirkten weltbekannte Musiker mit. Der US-amerikanische Rapper Pitbull steuerte einen Part zum Album hinzu. Die Sängerin Shontelle, bekannt durch ihre Single Impossible, die 2013 durch ein Cover von James Arthur zum Welthit wurde, sang Perfect Day und Kalenna Harper, die bereits die Lieder Welcome to St. Tropez und I’m On You sang und ebenfalls große Erfolge mit P. Diddy, unter anderem mit dem Song Coming Home, hatte, sang einen Titel des Albums.

### Beschreibung der CDs
erste CD (↓ Titelliste)
Die erste CD besteht ausschließlich aus neuen Liedern. Verschiedene, oftmals nicht erwähnte Musiker wirken hier mit. Bei allen Liedern wurde DJ Antoine von seinem Studiopartner und guten Freund Mad Mark unterstützt. Ebenfalls sind Coversongs vorhanden, wie zum Beispiel Power to the People von fii.
zweite CD (↓ Titelliste)
Auf CD Nummer zwei findet man auch überwiegend neue Songs, wobei hier neben Mad Mark auch das DJ-Duo FlameMakers bei vielen Liedern mitwirkte. Als Special enthält diese CD einen Remix des Songs Ma Chérie, bei dem der US-amerikanische Rapper Pitbull mitwirkt. Ebenso ist der Song Beautiful Liar in zwei Variationen zu finden, zum einen als Dance- und zum anderen als Rock-Version. Der Titel Girls 4x ist auf dieser CD nur in Remix-Version zu finden. Das Original ist auf der später veröffentlichten Remix-Version des Albums zu finden.
dritte CD (↓ Titelliste)
Die dritte CD liegt nur der Limited Edition bei. Sie besteht aus einem Special DJ-Mix, der ausgewählte Lieder dieses Albums enthält, die ineinander übergehen. Es wurden hierfür nicht die Radio-Versionen, sondern die Extended Versionen der Songs verwendet. In Download-Portalen wie Amazon oder iTunes ist er nur als 76-minütiger Einzel-Track verfügbar.

### Veröffentlichung

Cover der Japanischen Version von Sky Is the Limit

Sky Is the Limit erschien beinahe weltweit. In den ausgewählten Ländern wurde es jeweils zu verschiedenen Zeitpunkten über verschiedene Plattenlabel veröffentlicht. Zudem gab es jeweils verschiedene Anzahl der Songs. In einem Land mehr und im anderen weniger, beispielsweise war auf der Japan-Version von Sky Is the Limit noch der Song Every Breath enthalten. Ebenso wurden verschiedene CD-Cover ausgewählt.

### Veröffentlichungsdaten(Auswahl)
| Land               | Datum           | Titelanzahl | Label              |
| ------------------ | --------------- | ----------- | ------------------ |
| Deutschland        | 25. Januar 2013 | 36          | Kontor Records     |
| Italien            | 1. Februar 2013 | 36          | X-Energy Records   |
| Japan              | 15. Mai 2013    | 15          | Global Productions |
| Vereinigte Staaten | 14. Mai 2013    | 21          | Global Productions |

## Rezeption

### Kritik
DJ Antoine selber sagt über sein Album:
„Mit diesem Album verbinde ich einen enorm großen emotionalen Wert. Noch nie haben Mad Mark und ich so intensiv, über 15 Monate an neuen Songs gearbeitet. Ich habe auch viel private Zeit investiert. Nichts war gut genug, bis wir über einige Versionen und Song-Aufnahmen später dann mit dem Resultat zufrieden waren.“
Jedoch gab ein Kritiker der Seite Albumcheck ein weniger positives Review:
„Irgendwie hält die Musik keine besonderen Überraschungen bereit. So durchzieht sich der gleiche Beat wie ein roter Faden zwischen die beiden Silberlinge. Für den einen ist es gute und abgehende Party-Musik, für mich eher ein Mixwerk, welches gut gemeint ist. Aber nicht gerade sehr abwechslungsreich.“

### Erfolge
Innerhalb von nur wenigen Stunden stand das Album auf Platz eins der deutschen, österreichischen und Schweizer iTunes-Album-Charts. In Deutschland stieg es in der ersten Woche auf Rang 6 in den offiziellen Album-Charts ein. In Österreich sprang es auf Nummer 2 und in der Schweiz erreichte das Album Platz eins der Album-Charts. Durch die Veröffentlichung des Remix-Albums stieg das Album wieder in die offiziellen Album-Charts ein.
Obwohl die Songs House Party, Sky Is the Limit und Perfect Day anfangs nicht als Single erschienen, erreichten sie aufgrund starker Downloads in mehreren Musikportalen die Single-Charts verschiedener Länder. Ebenfalls durch häufige Downloads erreichten Crazy World und We Will Never Grow Old im „Barnes & Heatcliff Remix“ vom Remix-Album die Charts.

## Singles

### Bella Vita
Bella Vita war die erste Single-Auskopplung des Albums. Sie erschien parallel mit dem Album am 25. Januar 2013. Das Musikvideo wurde bereits am 24. Januar auf dem offiziellen YouTube-Kanal des Plattenlabels Kontor Records freigegeben. Im Video ist DJ Antoine zu sehen, wie er in einem großen Haus die Treppe hinabsteigt und nach draußen geht. Er drückt auf einen Knopf seines Autoschlüssels und das Auto erscheint vor ihm. Er steigt ein und tritt aufs Gaspedal und der Wagen verschwindet und erscheint an einem anderen Ort. Er fährt durch Städte, Berge und Wüsten. Antoine sieht wie sich ein Pärchen küsst, ein Mann mit zwei Frauen lachend eine Straße entlanggeht, ein Junge auf Skiern über dem Auto entlang schwebt und viele weitere Situationen. Dann geht er auf einen Aussichtsturm und sieht die Welt unter sich. Zum Schluss erscheint er mit seinem Wagen wieder vor seinem Haus. Er geht zurück in sein Haus, trinkt einen Schluck Champagner und zündet sich eine Zigarre an. Der Song stieg bis an die Spitze der Schweizer Charts und wurde somit DJ Antoines erste Nummer-eins-Hit-Single. In Deutschland stieg Bella Vita auf Rang 37 und in Österreich auf Platz 22 ein, stieg in Woche zwei aber auf Platz 25 bis zur Höchstposition fünf. Nach drei Wochen erreichte Bella Vita in Deutschland mit Platz 15 seine bisherige Höchstposition.

### Sky Is the Limit
Nach dem Erfolg, den Sky Is the Limit bereits vor Veröffentlichung der Single hatte, wurde der Song als zweite Single-Auskopplung ausgewählt. Die Dreharbeiten zum offiziellen Musikvideo begannen am 8. Juni 2013. Antoine veröffentlichte regelmäßig Bilder des Drehs. Erstmals erschien das Video auf dem YouTube-Kanal von Kontor Records. Im Musikvideo ist DJ Antoine bei mehreren Live-Auftritten zu sehen. Er macht teils die Mundbewegungen zum Gesang. Zu Beginn des Instrumentalparts wird gezeigt wie das Publikum ausflippt. Es gibt immer wieder Szenenwechsel zu anderen Auftritten oder weiteren Situationen. Beispielsweise schaut er von einer Aussichtsplattform auf eine Stadt hinunter, geht durch die Straßen trifft Freunde oder geht in eine Kirche. Zum Ende sieht man ihn wieder auf der Aussichtsplattform. Er lässt zwei Tauben in den Sonnenuntergang fliegen. Der Track erschien am 15. März 2013 als CD-Single. Ende Juni wurde die Remix-Single veröffentlicht. Sky Is the Limit stieg in Deutschland bis auf Rang 15, in Österreich bis auf Platz 8 und in der Schweiz erreichte es Nummer 7.

### All I Live For
All I Live For ist die dritte Single aus dem Album. Auch sie erschien, wie Sky Is the Limit am 15. März 2013 als Single. Der Track ist allerdings nicht von DJ Antoine, sondern nur von seinem Studio-Partner in Zusammenarbeit mit den FlameMakers, er wirkte aber als Remixer mit.

### House Party
House Party war die vierte Single-Auskopplung. Sie erschien am 27. September 2013. Als Stimme wirkte der US-amerikanische Sänger U-Jean mit. Als Gastmusiker wirkte ebenfalls der DJ und Produzent B-Case mit. Bereits vor der Veröffentlichung erreichte der Titel durch starke Download-Verkäufe die Single-Charts. Das Musikvideo erschien am 27. September 2013 parallel mit der Single-Veröffentlichung auf Kontor.TV hochgeladen. Es zeigt mehr oder weniger den Ablauf des Textes. Drei ca. 17-jährige Jungen beobachten zwei gleichaltrige Personen aus dem Fenster heraus. Sie folgen ihnen zu einem Schrottplatz. Dort sehen sich in einem verlassenden Gebäude um und gehen einen Gang entlang, bis sie auf eine DJ Antoine-Statue stoßen. Einer der Jungs berührt die Statue an einem Loch. Daraufhin öffnen sich die Augen und zum Einsetzen des ersten Beatschlags zerbricht die Mauer hinter der Figur und das Bild wechselt ins innere. Dort gehen die Lichter an und über einem Tisch erscheint ein Visuelles Mischpult. Parallel werden weitere Szenen gezeigt, in denen neben U-Jean, Antoine und B-Case, eine Menge weiterer Teenager zu sehen sind. Die drei Interpreten singen den Text mit und eine junge Frau schaut einem Roboter an. Ihre Augen leuchten kurz auf und sie streckt ihm den Arm hin. Er zeichnet über Laserstrahlen den Text House Party auf die Haut. Die drei Jungen sind ebenfalls zu sehen. Sie gehen durch die Menge und nehmen Blickkontakt zu verschiedenen Frauen auf. Dann wird eine Art Raumschiff gezeigt. Es ist eine Rückblende, denn aus diesem steigen DJ Antoine, U-Jean und B-Case aus. Freudig werden die Musiker erwartet und die Party geht weiter bis auf einmal zwei Polizisten hineinstürmen. U-Jean singt parallel den Part The cops at the door, they wanna know what's going on and we singin' House Party. Genau so wird es in dem Musikvideo abgespielt: Die Polizisten machen gemeinsam mit den anderen Party. Am nächsten Morgen liegen die drei Jungen auf den Überresten der Halle und denken im nächsten Moment es wäre nur ein Traum, doch als sie auf ihren Arm sehen, sehen sie den Schriftzug House Party.

### Crazy World
Crazy World ist die fünfte Single aus dem Album. Auch sie erschien mit Remixen am 27. Dezember 2013. Gesungen wird das Lied nur von Craig Smart. Das dazugehörige Musikvideo wurde am 19. Dezember 2013 hochgeladen. Es ist im rotoskopischem Stil erstellt. Als Director wirkte Francesco de Prezzo mit, der bereits zu Antoines und Tyla Durdens Lied Over the Rainbow, privat ein Video dieser Art erstellte. In diesem werden verschiedene Personen, unter anderem auch DJ Antoine, in zeichnerischer und karikaturischer Art gezeigt. Es soll „verrückt“ aufgebaut sein. Ein bestimmter Sinn geht deshalb nicht aus den Bildern hervor. Die gezeigten Personen fahren anfangs beispielsweise mit Skateboarden durch die Straßen. Zum Einsetzen des letzten Refrains springen sie tanzend auf und ab.

## Titelliste (Januar 2013)

Cover der 2013 – Version von Sky Is the Limit

| #   | Titel                                                                     | Gastmusiker                                                             | Länge |
| CD1 | CD1                                                                       | CD1                                                                     | CD1   |
| --- | ------------------------------------------------------------------------- | ----------------------------------------------------------------------- | ----- |
| 1   | Sky Is the Limit (Album Version)                                          | Vocals by Jenson Vaughan                                                | 4:38  |
| 2   | Crazy World (Radio Edit)                                                  | Vocals by Craig Smart                                                   | 3:14  |
| 3   | Perfect Day (Radio Edit)                                                  | feat. B-Case & Shontelle; weitere Vocals by DJ Antoine, Mad Mark, Maury | 2:57  |
| 4   | Hello Romance (DJ Antoine vs Mad Mark 2k13 Radio Edit)                    | Vocals by Maury                                                         | 2:55  |
| 5   | Bella Vita (DJ Antoine vs Mad Mark 2k13 Radio Edit)                       | Vocals by Jenson Vaughan & TomE                                         | 3:24  |
| 6   | Children Of The Night [We Are] (DJ Antoine vs Mad Mark 2k13 Radio Edit)   | mit Morandi                                                             | 3:40  |
| 7   | Meet Me In Paris (Radio Edit)                                             | Vocals by Craig Smart                                                   | 3:21  |
| 8   | Give It Up for Love (Album Version)                                       | mit Nicola Fasano, Steve Forest feat. U-Jean                            | 4:17  |
| 9   | My Corazon (Radio Edit)                                                   | Vocals by Craig Smart, Jenson Vaughan & Tideman                         | 3:29  |
| 10  | House Party (Radio Edit)                                                  | feat. B-Case & U-Jean                                                   | 3:27  |
| 11  | To The People (DJ Antoine vs Mad Mark 2k13 Radio Edit)                    | feat. fii                                                               | 3:17  |
| 12  | Keep On Dancing (With The Stars) (Album Version)                          | feat. Jade Novah                                                        | 4:16  |
| 13  | Everlasting Love (Album Version)                                          | Vocals by Craig Smart                                                   | 3:58  |
| 14  | Now Or Never (Radio Edit)                                                 | mit Cristian Marchi                                                     | 2:57  |
| 15  | Something in The Air (Radio Edit)                                         | Vocals by Jenson Vaughan & TomE                                         | 3:19  |
| 16  | We Will Never Grow Old (Radio Edit)                                       | Vocals by Anne Judith Wik                                               | 3:38  |
| 17  | On Top of the World (Radio Edit)                                          | feat. B-Case, Nick McCord & Joey Moe                                    | 3:12  |
| 18  | Welcome to My Home (DJ Antoine vs Mad Mark 2k13 Radio Edit)               | feat. The One                                                           | 3:01  |
| 19  | Already There (Album Version)                                             | Vocals by Craig Smart & Jenson Vaughan                                  | 4:45  |
| 20  | You and Me (Radio Edit)                                                   | feat. B-Case & U-Jean                                                   | 3:04  |
| CD2 |                                                                           |                                                                         |       |
| 1   | Pop It Up [We Wanna Party] (Album Version)                                | feat. Juiceppe                                                          | 3:48  |
| 2   | Festival Killer (Album Version)                                           | mit FlameMakers                                                         | 4:23  |
| 3   | Beautiful Liar (Album Version)                                            | feat. Nick McCord                                                       | 4:27  |
| 4   | Paralyzed (DJ Antoine vs Mad Mark 2k13 Album Edit)                        | mit Syke'N'Sugarstarr feat. Destineak                                   | 3:55  |
| 5   | Without You (Album Version)                                               | mit FlameMakers feat. Ladina Spence                                     | 3:38  |
| 6   | Love Song (Album Version)                                                 | mit FlameMakers                                                         | 3:55  |
| 7   | It's Like Insomnia (Album Version)                                        | mit FlameMakers feat. Jojo B                                            | 3:44  |
| 8   | Paradise (Album Version)                                                  | feat. Kalenna of Dirty Money                                            | 4:34  |
| 9   | Girls 4x (FlameMakers Album Version)                                      | Vocals by Craig Smart                                                   | 4:08  |
| 10  | Firelight (Album Version)                                                 | mit FlameMakers; Vocals by Grace Tither                                 | 3:53  |
| 11  | All I Live For (DJ Antoine vs Mad Mark 2k13 Radio Edit)                   | mit FlameMakers; Vocals by Maury                                        | 3:53  |
| 12  | These Boots (Radio Edit)                                                  | Vocals by Alisha Pillay                                                 | 3:27  |
| 13  | Like A Hurricane (Album Version)                                          | mit FlameMakers feat. Max Barskih; Vocals by Katrin                     | 3:10  |
| 14  | You're Ma Chérie (DJ Antoine vs Mad Mark 2k13 Radio Edit)                 | feat. Pitbull; weitere Vocals by Angel                                  | 3:12  |
| 15  | Beautiful Liar (Original Mix)                                             | feat. Nick McCord                                                       | 4:01  |
| 16  | Es werde Nacht                                                            | feat. Hellmut                                                           | 3:50  |
| CD3 |                                                                           |                                                                         |       |
| 1   | Sky Is the Limit (Album Version)                                          | Vocals by Jenson Vaughan                                                | 5:19  |
| 2   | House Party (Extended Mix)                                                | feat. B-Case & U-Jean                                                   | 3:26  |
| 3   | Festival Killer (Extended Mix)                                            | mit FlameMakers                                                         | 5:25  |
| 4   | Bella Vita (DJ Antoine vs Mad Mark 2k13 Extended Mix)                     | Vocals by Jenson Vaughan & TomE                                         | 4:08  |
| 5   | Pop It Up [We Wanna Party] (Extended Mix)                                 | feat. Juiceppe                                                          | 5:03  |
| 6   | Beautiful Liar (Extended Mix)                                             | feat. Nick McCord                                                       | 4:30  |
| 7   | Without You (Extended Mix)                                                | mit FlameMakers feat. Ladina Spence                                     | 3:46  |
| 8   | Children Of The Night [We Are] (DJ Antoine vs Mad Mark 2k13 Extended Mix) | mit Morandi                                                             | 3:50  |
| 9   | Perfect Day (Extended Mix)                                                | feat. B-Case & Shontelle; weitere Vocals by DJ Antoine, Mad Mark, Maury | 3:38  |
| 10  | My Corazon (Extended Mix)                                                 | Vocals by Craig Smart, Jenson Vaughan & Tideman                         | 4:01  |
| 11  | It's Like Insomnia (Extended Mix)                                         | mit FlameMakers feat. Jojo B                                            | 4:03  |
| 12  | Something in The Air (Extended Mix)                                       | Vocals by Jenson Vaughan & TomE                                         | 4:22  |
| 13  | Hello Romance (DJ Antoine vs Mad Mark 2k13 Extended Mix)                  | Vocals by Maury                                                         | 3:07  |
| 14  | Meet Me In Paris (Extended Mix)                                           | Vocals by Craig Smart                                                   | 3:31  |
| 15  | Give It Up for Love (Extended Mix)                                        | mit Nicola Fasano, Steve Forest feat. U-Jean                            | 4:46  |
| 16  | Firelight (Extended Mix)                                                  | mit FlameMakers; Vocals by Grace Tither                                 | 4:22  |
| 17  | Paralyzed (DJ Antoine vs Mad Mark 2k13 Extended Vocal Mix)                | mit Syke'N'Sugarstarr feat. Destineak                                   | 3:41  |
| 18  | Love Song (Extended Mix)                                                  | mit FlameMakers                                                         | 5:11  |

## Sky Is the Limit (Gold Edition) / Remixed
Sky Is the Limit erscheint später im Jahre erneut als Gold Edition, beziehungsweise Remixed. Am 27. September 2013 wird das Remixalbum in verschiedenen Versionen in ausgewählten Ländern veröffentlicht.
| Inhaltsverzeichnis 1. Hintergrund 1.1. Beschreibung der CDs 1.2. Veröffentlichung 1.3. Veröffentlichungsdaten 2. Titelliste 3. Einzelnachweise 4. Weblinks |

### Hintergrund
Bereits zu früheren Studioalben veröffentlichte DJ Antoine Remix-Versionen. Erstmals aufmerksam auf die Diesjährige machte Antoine auf seiner SoundCloud-Seite, auf der er einen Mash-Up der Lieder Sky Is the Limit und Crazy World hoch lud. Diese Mash-Ups waren bereits letztes Jahr Teil seiner Remix-CD. Am 13. September 2013 wurde das Album auf iTunes und Amazon mit Previews zum Vorbestellen bereitgestellt.

#### Beschreibung der CDs
erste CD (↓ Titelliste)
Die erste CD besteht aus einem DJ-Mix der erfolgreichsten und besten Liedern des Albums. House Party erscheint als Remix auf dem Album unter dem Namen Airplay-Edit. Ebenfalls erscheint DJ Antoines und Mad Marks Song We Don't Care (Like A Honey Badger), der unter dem Pseudonym „AK Babe“ erschien auf der CD. In Download-Portalen erschien der Mix nur als einstündiger Einzel-Download.
zweite CD (↓ Titelliste)
Auf CD Nummer zwei erscheinen eine Auswahl von Songs des Original-Albums, bloß, dass die Lieder in Remix-Versionen von verschiedenen DJs und Projekten wie Klaas oder Barns & Heatcliff zu finden sind. Anzumerken ist hierbei, dass auf dem Remix-Album erstmals die Original-Version zu Girls 4x zu finden ist. Auf dem Standard-Album, war der FlameMakers-Mix enthalten. Das heißt, dass die Song-Versionen quasi „ausgetauscht“ waren.
dritte CD
Auf der dritten CD erscheinen eine Auswahl von Liedern des Albums, jedoch sind diese in Mash-Ups zu finden. Das heißt ein Lied, beispielsweise Already There  wird Instrumental und parallel das A-Cappella von You And Me abgespielt. Dies wurde mit vielen verschiedenen Songs gemacht. Die Lieder gehen jeweils ohne Pause in einander über. Auch dieser Mix wurde in Download-Portalen nur als einstündiger zum Download angeboten.

Cover der Schweizer Version der Gold Edition

#### Veröffentlichung
Die Remix-Version erschien in den ausgewählten Ländern am 27. September 2013 und wurde jeweils über verschiedene Plattenlabel veröffentlicht. Zudem waren die Album-Titel nicht immer gleich.

#### Veröffentlichungsdaten(Auswahl)
| Land        | Titel                           | Label          |
| ----------- | ------------------------------- | -------------- |
| Deutschland | Sky Is the Limit (Gold Edition) | Kontor Records |
| Österreich  | Sky Is the Limit (Gold Edition) | Kontor Records |
| Schweiz     | 2013-Remixed (Sky Is the Limit) | Phonag Records |

#### Titelliste (September 2013)
| #                     | Titel                                                  | Gastmusiker                                  | Länge   |
| CD1                   | CD1                                                    | CD1                                          | CD1     |
| --------------------- | ------------------------------------------------------ | -------------------------------------------- | ------- |
| 1                     | House Party (Jerome Radio Edit)                        | feat. U-Jean & B-Case                        | 3:39    |
| 2                     | We Will Never Grow Old (Barnes & Heatcliff Radio Edit) | Vocals by Anne Judith Wik                    | 3:35    |
| 3                     | Crazy World (Brooks Radio Edit)                        | Vocals by Craig Smart                        | 3:26    |
| 4                     | Perfect Day (Dirty Disco Youth Radio Edit)             | feat. Shontelle & B-Case                     | 3:18    |
| 5                     | Sky Is the Limit (Joachim Gaurraud Radio Edit)         | Vocals by Jenson Vaughan                     | 3:53    |
| 6                     | Bella Vita (Jerome Radio Edit)                         | Vocals by Jenson Vaughan, Craig Smart & TomE | 3:29    |
| 7                     | Without You (Killbeatz Radio Edit)                     | mit FlameMakers feat. Ladina Spence          | 3:40    |
| 8                     | On Top with the World (Tom Jones Radio Edit)           | feat. Nick McCord & B-Case                   | 3:27    |
| 9                     | Give It Up For Love (Barnes & Heatcliff Radio Edit)    | feat. U-Jean, Nicola Fasano & Steve Forest   | 3:37    |
| 10                    | Pop It Up [We Wanna Party](FlameMakers Radio Edit)     | feat. Juiceppe                               | 3:11    |
| 11                    | It’s Like Insomnia (Ivan Gough Radio Edit)             | mit FlameMakers feat. Jojo B                 | 3:09    |
| 12                    | You And Me (CJ Stone Radio Edit)                       | feat. U-Jean & B-Case                        | 3:07    |
| 13                    | To the People (Klaas Radio Edit)                       | feat. fii                                    | 3:22    |
| 14                    | Sky Is the Limit (Da Brozz Radio Edit)                 | Vocals by Jenson Vaughan                     | 3:33    |
| 15                    | Everlasting Love (StoneBridge & J-C Radio Edit)        | Vocals by Maury                              | 2:22    |
| 16                    | Children of the Night [We Are] (Andreas Radio Edit)    | mit Morandi                                  |         |
| 17                    | Now or Never (Flava & Steven Radio Edit)               | mit Cristian Marchi                          | 3:12    |
| 18                    | Something in the Air (Rivaz Radio Edit)                | Vocals by Jenson Vaughan & TomE              | 3:35    |
| 19                    | My Corazon (Amfree Radio Edit)                         | Vocals by Craig Smart                        | 3:12    |
| 20                    | Hello Romance (Houseshaker & Thimlife Radio Edit)      | Vocals by Maury                              | 3:46    |
| 21                    | Girls 4x (Radio Edit)                                  | Vocals by                                    | 3:23    |
| 22                    | You And Me (CJ Stone Club Radio Edit)                  | Vocals by                                    | 3:43    |
| CD2                   |                                                        |                                              |         |
|                       | 2013-Sky Is the Limit Remixed                          | (Continuous DJ Mix)                          | 1:18:15 |
| CD3 / Mash-Up Megamix |                                                        |                                              |         |
| #                     | Instrumental                                           | Vocals                                       | Länge   |
| 1                     | Meet Me In Paris                                       | Bella Vita                                   | 2:37    |
| 2                     | Festival Killer                                        | Sky Is The Limit                             | 2:39    |
| 3                     | Crazy World                                            | Everlasting Love                             | 2:20    |
| 4                     | Hello Romance                                          | All I Live For / Sky Is the Limit            | 3:09    |
| 5                     | It's Like Insomnia                                     | We Will Never Grow Old                       | 3:12    |
| 6                     | Ma Chérie                                              | To The People                                | 3:14    |
| 7                     | We Will Never Grow Old                                 | It's Like Insomnia                           | 3:02    |
| 8                     | Now Or Never                                           | My Corazon                                   | 2:23    |
| 9                     | Perfect Day                                            | Pop It Up (We Wanna Party)                   | 3:26    |
| 10                    | My Corazon                                             | Now Or Never                                 | 2:26    |
| 11                    | Sky Is The Limit                                       | Crazy World                                  | 3:24    |
| 12                    | All I Live For                                         | Hello Romance                                | 3:04    |
| 13                    | On Top Of The World                                    | Like A Hurricane                             | 2:23    |
| 14                    | Love Song                                              | These Boots                                  | 4:30    |
| 15                    | Bella Vita                                             | Without You                                  | 3:30    |
| 16                    | Without You                                            | Already There                                | 3:22    |
| 17                    | Children Of The Night                                  | Girls 4x                                     | 3:28    |
| 18                    | You And Me                                             | House Party                                  | 3:23    |
| 19                    | Already There                                          | You And Me                                   | 3:59    |
| 20                    | Like A Hurricane                                       | On Top Of The World                          | 3:34    |
| 21                    | Beautiful Liar                                         | Keep On Dancing (With The Stars)             | 3:08    |
| 22                    | These Boots                                            | Welcome To My Home                           | 2:17    |